# Drowning Pool
Drowning Pool er et alternativt metal-band fra Dallas, Texas

## Medlemmer
Nuværende medlemmer
- C.J. Pierce – guitar (1996–)
- Stevie Benton – bas guitar, vokal (1996–)
- Mike Luce – trommer, percussion, vokal (1996–)
- Ryan McCombs – vokal (2005–2011, 2023–)

tidligere medlemmer
- Dave Williams – vokal (1999–2002)
- Jason Jones – vokal (2003–2005)
- Jasen Moreno – vokal (2012–2023)

## Studiealbum
- Sinner (2001)
- Desensitized (2004)
- Full Circle (2007)
- Drowning Pool (2010)
- Resilience (2013)
- Hellelujah (2016)